# Андріївська сільська рада (Хорольський район)
Андріївська сільська рада — колишній орган місцевого самоврядування у Хорольському районі Полтавської області з центром у c. Андріївка.
Населення — 1855 осіб.

## Населені пункти
Сільраді були підпорядковані населені пункти:
- c. Андріївка
- с. В'язівок
- с. Дубове
- с. Козубівка
- с. Новий Байрак
- с. Софине
- с. Третякове